# Khánh Hội (xã)
	Khánh Hội		là một xã thuộc tỉnh Ninh Bình, Việt Nam.

## Địa lý
Trụ sở xã nằm cách phường Hoa Lư - trung tâm tỉnh lỵ Ninh Bình 16 km về phía Nam, có vị trí địa lý:
- Phía bắc giáp xã Khánh Thiện.
- Phía nam giáp xã Chất Bình.
- Phía đông giáp xã Khánh Trung.
- Phía tây giáp xã Khánh Nhạc và xã Yên Khánh.

Xã Khánh Hội	có diện tích:	22,89	km², 	dân số:	23.641	người, mật độ dân số: 	1033	người/km². 	
Đây là đơn vị có diện tích xếp thứ:	94	, số dân xếp thứ: 	107	và mật độ dân số xếp thứ: 	84	trong số 129 xã, phường ở Ninh Bình.
Xã này có đường cao tốc Ninh Bình – Hải Phòng đi qua.

## Lịch sử
Ngày 27 tháng 4 năm 1977, Hội đồng chính phủ ban hành Quyết định 125-CP về việc sáp nhập xã Khánh Hội thuộc huyện Yên Khánh mới giải thể vào huyện Kim Sơn.
Ngày 4 tháng 7 năm 1994, Chính phủ ban hành Nghị định số 59-CP về việc chuyển xã Khánh Hội thuộc huyện Kim Sơn về huyện Yên Khánh mới tái lập quản lý.
Theo Nghị quyết số 1674/NQ-UBTVQH15 ngày 16/6/2025 về sắp xếp các đơn vị hành chính cấp xã của tỉnh Ninh Bình năm 2025, Theo đó, sắp xếp toàn bộ diện tích tự nhiên, quy mô dân số của các xã Khánh Mậu, Khánh Thủy và Khánh Hội thành xã mới có tên gọi là xã Khánh Hội.	

## Kinh tế
Cư dân nơi đây chủ yếu sinh sống bằng nghề trồng lúa, bên cạnh đó còn làm nghề đan cói.